# Ichneumon analisorius
Ichneumon analisorius är en stekelart som beskrevs av Heinrich 1952. Ichneumon analisorius ingår i släktet Ichneumon och familjen brokparasitsteklar. Inga underarter finns listade i Catalogue of Life.